# Comuna Nîjnii Turiv, Turka
Nîjnii Turiv (în ucraineană Нижній Турів) este o comună în raionul Turka, regiunea Liov, Ucraina, formată din satele Nîjnii Turiv (reședința) și Verhnii Turiv.

## Demografie
Componența lingvistică a comunei Nîjnii Turiv
     Ucraineană (99,9%)
Conform recensământului din 2001, majoritatea populației comunei Nîjnii Turiv era vorbitoare de ucraineană (99,9%), existând în minoritate și vorbitori de alte limbi.